# Медаль «За боевые отличия»
Меда́ль «За боевы́е отли́чия» — ведомственный знак отличия Министерства обороны Российской Федерации, учреждённый приказом Министра обороны Российской Федерации № 100 от 31 марта 2003 года. 14 декабря 2017 года утверждено новое положение о медали.

## Правила награждения
Согласно положению 2017 года, медалью «За боевые отличия» награждаются военнослужащие Вооружённых Сил Российской Федерации:
- за отличие, отвагу и самоотверженность, проявленные при выполнении задач в боевых условиях и при проведении специальных операций в условиях, сопряжённых с риском для жизни;
- за умелые, инициативные и решительные действия, способствовавшие успешному выполнению боевых задач;
- за успешное руководство действиями подчинённых при выполнении боевых задач.

Медалью могут награждаться военнослужащие других войск, воинских формирований и органов, где предусмотрена военная служба, а также военнослужащие вооружённых сил иностранных государств, оказывающие содействие в решении задач, возложенных на Вооружённые Силы Российской Федерации.
Награждение медалью производится приказом Министра обороны Российской Федерации. Возможно повторное награждение медалью. Посмертное награждение не предусмотрено.

## Правила ношения
Медаль носится на левой стороне груди и располагается после государственных наград Российской Федерации и СССР перед другими медалями Министерства обороны Российской Федерации в соответствии с правилами ношения военной формы одежды.

## Описание медали
Медаль изготавливается из металла серебристого цвета, имеет форму круга диаметром 32 мм с выпуклым бортиком с обеих сторон. На лицевой стороне медали в центре помещена рельефная надпись в две строки: «ЗА БОЕВЫЕ ОТЛИЧИЯ»; в верхней части — рельефные изображения самолёта и вертолёта; в нижней части — рельефные изображения танка и боевой машины пехоты. На оборотной стороне медали: в верхней части — рельефное изображение эмблемы Министерства обороны Российской Федерации, под ней — рельефная надпись «№____»; по кругу рельефные надписи: в верхней части — «МИНИСТЕРСТВО ОБОРОНЫ», в нижней части — «РОССИЙСКОЙ ФЕДЕРАЦИИ».
Медаль при помощи ушка и кольца соединяется с пятиугольной колодкой, обтянутой шёлковой муаровой лентой шириной 24 мм. С правого края ленты оранжевая полоса шириной 8 мм, окаймлённая с обеих сторон чёрными полосами шириной 2 мм, левее — белая полоса шириной 2 мм, оранжевая полоса шириной 8 мм и чёрная полоса шириной 2 мм.

### Вариант медали до 2017 года
До декабря 2017 года на оборотной стороне медали отсутствовало изображение эмблемы Министерства обороны Российской Федерации, знак номера располагался по центру. На ленте правая оранжевая полоса имела ширину 10 мм и окаймлялась чёрной полосой только по внешнему краю.

### Семантика изображений
Элементы медали символизируют:
- изображение основных видов боевой техники — готовность всех военнослужащих Вооружённых Сил Российской Федерации к выполнению воинского долга по защите Отечества;
- оранжевая полоса ленты медали, окаймлённая чёрной полосой, — статус медали как ведомственной награды Министерства обороны Российской Федерации;
- сочетание белого, оранжевого и чёрного («георгиевских») цветов левого края ленты медали — проявление военнослужащими отличий непосредственно в боевых условиях.

## Дополнительные поощрения награждённым
- Согласно Федеральному закону Российской Федерации «О ветеранах» и принятым в его развитие подзаконным актам, лицам, награждённым медалью «За боевые отличия» до 20 июня 2008 года, при наличии соответствующего трудового стажа или выслуги лет, представляется право присвоения звания «Ветеран труда»[3].

- Приказом Министра обороны Российской Федерации от 9 октября 2014 года № 725 дсп установлены правила выплаты ежемесячной надбавки за особые достижения в службе военнослужащим Вооруженных Сил Российской Федерации, проходящим военную службу по контракту. Этот приказ вступил в законную силу 14 ноября 2014 года. Подпунктом 6 пункта 2 этих правил определено, что при награждении медалью «За боевые отличия» выплачивается ежемесячная надбавка в размере 30 %. Надбавка выплачивается в течение одного года со дня издания приказа Министра обороны Российской Федерации о награждении этой медалью.